# Ligat ha’Al
Ligat ha’Al (hebr. ליגת העל albo zwana Izraelską Ekstraklasą lub Ligat Toto) – najwyższa w hierarchii klasa męskich ligowych rozgrywek piłkarskich w Izraelu, będąca jednocześnie najwyższym szczeblem centralnym (I poziom ligowy), utworzona w 1999 roku i zarządzana przez Izraelski Związek Piłki Nożnej (IFA). Zmagania w jej ramach toczą się cyklicznie (co sezon) i uczestniczy w nich 14 najlepszych izraelskich klubów piłkarskich. Jej triumfator zostaje Mistrzem Izraela, zaś najsłabsze drużyny są relegowane do Liga Leumit (II ligi izraelskiej).

## Historia
Mistrzostwa Izraela w piłce nożnej rozgrywane są od 1931 roku i przybierały one różne nazwy:
- 1931–1947: Palestin Liga (hebr. פלסטין ליגה, liga palestyńska)
- 1949/1950: Liga Yisra’elit (hebr. ליגה ישראלית, liga izraelska)
- 1951–1954: Liga Alef (hebr. ליגה א', liga A)
- 1954–1999: Liga Leumit (hebr. ליגה לאומית, liga narodowa)
- od 1999: Ligat ha’Al (hebr. ליגת העל, premier liga)

Ligat ha’Al została utworzona w 1999 roku, kiedy Izraelska Federacja Piłkarska zdecydowała się na reorganizację rozgrywek w celu podniesienia poziomu rywalizacji. W pierwszym sezonie rozgrywki rozpoczęło 14 drużyn: 13 najlepszych drużyn sezonu 1998/99 oraz mistrz Liga Artzit, czyli ówczesnej II ligi.
Przez lata zmieniały się nazwy ligi ze względu na pozyskiwanie nowych sponsorów. Sponsor zobowiązany jest także do dodania członu swojej nazwy w nazwie ligi.
Sponsorzy ligi:
- 2002–2004: Pelephone (Ligat Pelephone ליגת פלאפון)
- od 2005: Toto Organization (Ligat Toto ליגת טוטו)

## System rozgrywek
Obecny format ligi zakładający prowadzenie rozgrywek dwurundowych obowiązuje od sezonu 2009/10.
Rozgrywki składają się z 26 kolejek spotkań rozgrywanych pomiędzy drużynami systemem kołowym. Każda para drużyn rozgrywa ze sobą dwa mecze – jeden w roli gospodarza, drugi jako goście. Po dwóch rundach rozgrywek zespoły z miejsc 1-6 walczą w trzeciej rundzie o mistrzostwo i europejskie puchary, a zespoły z miejsc 7-14 grają o utrzymanie w lidze. Pierwsza szóstka rozgrywa ze sobą mecze – u siebie oraz na wyjeździe. Dolna ósemka również rozgrywa ze sobą mecze – u siebie oraz na wyjeździe. Od sezonu 2012/13 w lidze występuje 14 zespołów. W przeszłości liczba ta wynosiła od 5 do 22. Drużyna zwycięska za wygrany mecz otrzymuje 3 punkty (do sezonu 1981/82 2 punkty), 1 za remis oraz 0 za porażkę.
Zajęcie pierwszego miejsca po ostatniej kolejce spotkań oznacza zdobycie tytułu Mistrza Izraela. Mistrz Izraela kwalifikuje się do eliminacji Ligi Mistrzów UEFA. Druga oraz trzecia drużyna zdobywają możliwość gry w Lidze Europy UEFA. Również zwycięzca Pucharu Izraela startuje w eliminacjach do Ligi Europy lub, w przypadku, w którym zdobywca krajowego pucharu zajmie pierwsze miejsce w lidze – możliwość gry w eliminacjach do Ligi Europy otrzymuje również czwarta drużyna klasyfikacji końcowej. Zajęcie dwóch ostatnich miejsc wiąże się ze spadkiem drużyn do Liga Leumit.
W przypadku zdobycia tej samej liczby punktów, klasyfikacja końcowa ustalana jest na podstawie wyniku dwumeczu pomiędzy drużynami, w następnej kolejności, w przypadku remisu – na podstawie różnicy bramek w pojedynku bezpośrednim, następnie na podstawie ogólnego bilansu bramkowego osiągniętego w sezonie, większej liczby bramek zdobytych oraz w ostateczności za pomocą losowania.

## Skład ligi w sezonie 2025/26
| Uczestnicy poprzedniej edycji | Uczestnicy poprzedniej edycji | Uczestnicy poprzedniej edycji | Uczestnicy poprzedniej edycji |
| --- | ----------------------------- | ----------------------------- | ----------------------------- |
| MTA | Maccabi Tel Awiw              | Tel Awiw-Jafa                 | 1                             |
| HBS | Hapoel Beer Szewa             | Beer Szewa                    | 2                             |
| MHA | Maccabi Hajfa                 | Hajfa                         | 3                             |
| BEI | Beitar Jerozolima             | Jerozolima                    | 4                             |
| HHA | Hapoel Hajfa                  | Hajfa                         | 5                             |
| MNE | Maccabi Netanja               | Netanja                       | 6                             |
| HAJ | Hapoel Jerozolima             | Jerozolima                    | 7                             |
| MBR | Maccabi Bene Rajna            | Ar-Rajna                      | 8                             |
| IKS | Hapoel Ironi Kirjat Szemona   | Kirjat Szemona                | 9                             |
| BNS | Bene Sachnin                  | Sachnin                       | 10                            |
| ASZ | FC Aszdod                     | Aszdod                        | 11                            |
| ITI | Ironi Tyberiada               | Tyberiada                     | 12                            |
| Spadek z Ligat ha’Al 2024/25 |                               |                               |                               |
| MPT | Maccabi Petach Tikwa          | Petach Tikwa                  | 13                            |
| HHD | Hapoel Hadera                 | Hadera                        | 14                            |
| Awans z Liga Leumit 2024/25 |                               |                               |                               |
| HTA | Hapoel Tel Awiw               | Tel Awiw-Jafa                 | 1                             |
| HPT | Hapoel Petach Tikwa           | Petach Tikwa                  | 2                             |
| Oznaczenia: - kolumna pierwsza – skróty nazw drużyn, - kolumna trzecia – siedziba klubu, - kolumna czwarta – miejsce zajęte w poprzednim sezonie. |                               |                               |                               |